# Giovan Battista Carpi
Giovan Battista Carpi (Gênova, 16 de novembro de 1927 — Gênova, 8 de março de 1999) foi um artista de quadrinhos italiano, notável por seus trabalhos para os estúdios Disney.
Carpi trabalhou principalmente com histórias em quadrinhos da Disney, especialmente em publicações com o Pato Donald e Tio Patinhas, embora ocasionalmente também tenha desenhado o Mickey. Ele criou o Superpato em parceria com Guido Martina. Também criou outros personagens de quadrinhos conhecidos para a Edizioni Bianconi, como Geppo, Nonna Abelarda e Soldino.